# Termy Bukowina Tatrzańska

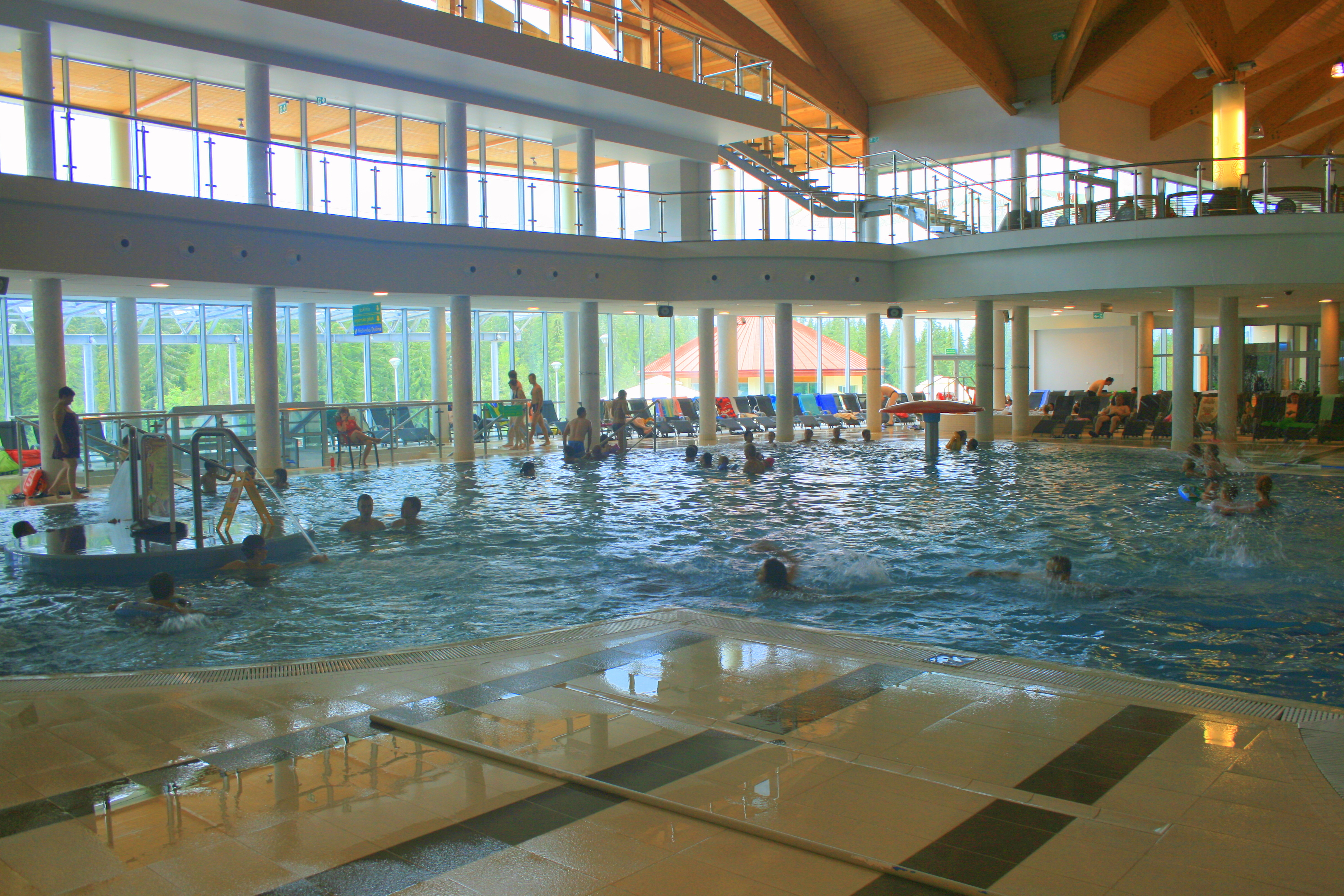

Termy Bukowina Tatrzańska – kompleks basenów geotermalnych zasilanych wodą termalną, który zlokalizowany jest w Bukowinie Tatrzańskiej. Jest to jeden z najnowocześniejszych obiektów w Europie. Wody ujmowane są głębokim otworem Bukowina Tatrzańska PIG/PNiG. Kompleks usytuowany jest na skraju Tatrzańskiego Parku Narodowego.

## Specyfikacja kompleksu
Łączna powierzchnia lustra wody wszystkich basenów to 1885 m² przy pojemności 2260 m³. Temperatura wody w basenach waha się w zależności od potrzeb w danym basenie w granicach 30–38 °C.
Woda wydobywana jest z otworu usytuowanego na północno-zachodnim zboczu góry Wysoki Wierch z głębokości około 2600 m. Charakteryzuje się ona mineralizacją ok. 1,5 g/dm³ i typem siarczanowo–chlorkowo-wapniowo–sodowym i niewielką zawartością H2S. Nadzór nad odwiertem w trakcie jego głębienia sprawowany był przez Oddział Karpacki Państwowego Instytutu Geologicznego – Państwowego Instytutu Badawczego w Krakowie, który również opracował dokumentację zasobową.
Ze względu na mineralizację, skład jonowy i mikroelementów, a także niski charakter zasadowy i odpowiednią twardość, wody termalne są środkiem leczniczym oraz rehabilitacyjnym. Wody pomagają eliminować dolegliwości układu mięśniowo-kostnego, bóle stawów, stany zapalne, wzmacnia układ sercowo-naczyniowy, reguluje gospodarkę organizmu i przyspiesza przemianę materii. Zawarte w wodzie pierwiastki to: sód, wapń, chlor, potas, siarka, magnez oraz chrom.
Na kompleks term składa się 20 basenów, zjeżdżalnie (150 m), jacuzzi, masaże wodne oraz 12 rodzajów saun (m.in. fińskie, parowe, na podczerwień).
W skład kompleksu wchodzi czterogwiazdkowy hotel oraz SPA, które tworzą kompleks Bukovina Resort. Hotel oferuje 437 miejsc noclegowych w 152 pokojach i apartamentach.